# Słone (Kudowa-Zdrój)

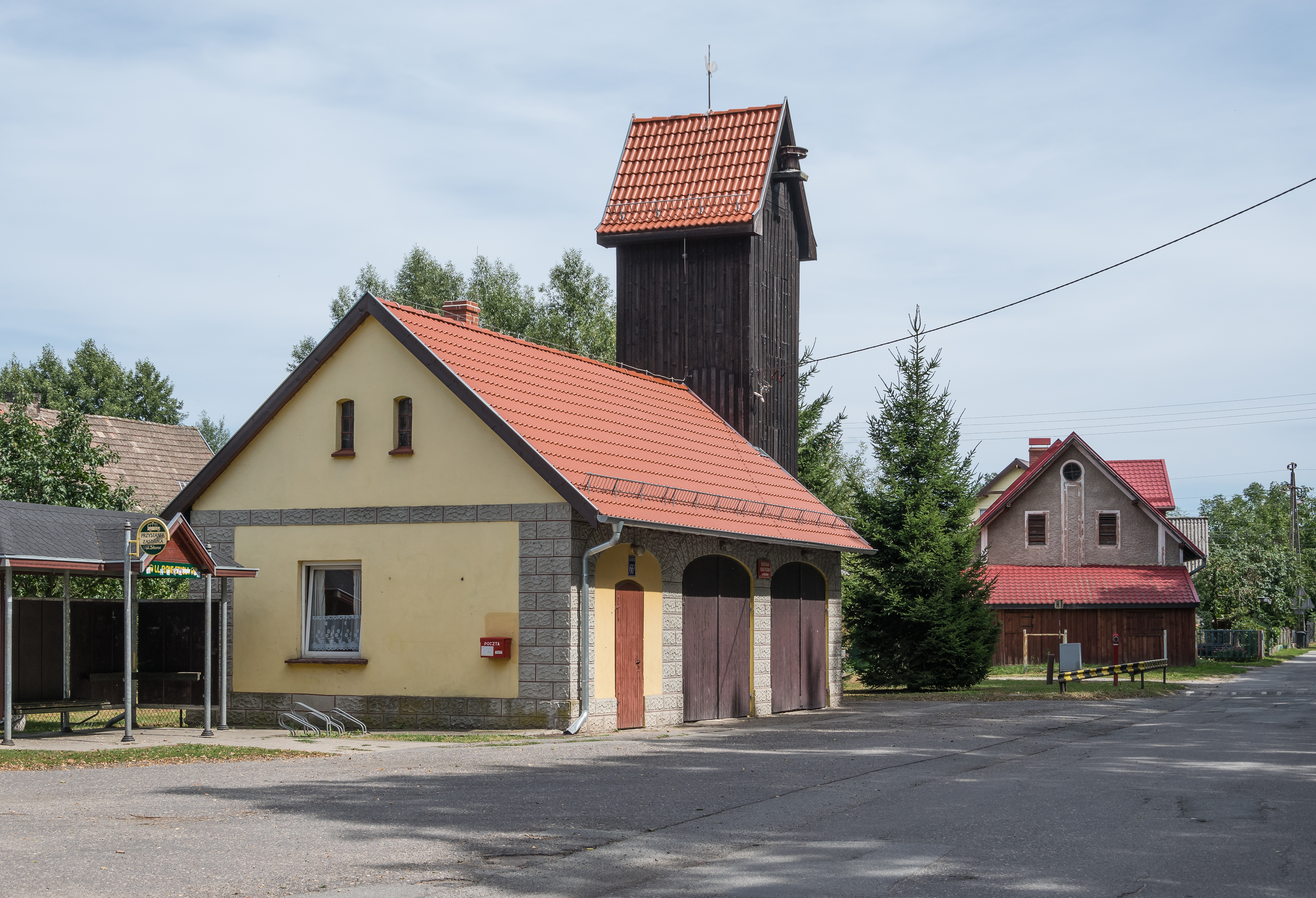
Remiza OSP w Słonem

Słone (niem. Schlaney, 1937-1945 Schnellau, czes. Slané albo dawniej Slaney) – dzielnica Kudowy-Zdroju z byłym przejściem granicznym z Czechami. Dawniej była samodzielną wsią, w latach 1961-1969 i od 1973 roku jest częścią Kudowy-Zdroju.

## Toponimia
Po raz pierwszy wzmiankowana jako Slaney w 1403 roku. Nazwa pochodzi od Czeskiej nazwy Slaný (gwarowo Slanej). Przymiotnik slaný oznacza słony. Niemiecka nazwa Schnellau jest chrztem germanizacyjnym z okresu hitlerowskiego.

## Historia
Pierwsza wzmianka o Słonem pochodzi z 1403 roku. Od początku XV wieku Słone wraz z pobliskim Brzozowiem należało do miasta Náchod. Po wojnach śląskich został oddzielony od miasta granicą prusko-czeską (habsburską), a po I wojnie światowej niemiecko-czechosłowacką. Nie stwarzało to jednak przeszkód, aby Náchod mógł ze swojej własności korzystać (składało się na niego 47 ha gruntów ornych, 58 ha łąk i 57 ha lasu). W roku 1840 w miejscowości było 108 domów, w których pracowało 88 krosien bawełnianych.
 
Po II wojnie światowej Słone znalazło się w granicach Polski, ale Náchod nie zamierzał zrezygnować z praw własności do majątku (analogiczna sytuacja była w Paczkowie, gdzie polskie miasto posiadało las na terenie Czechosłowacji). Ponieważ Polska zajęła Słone i majątek jako własność poniemiecką (co Czesi odrzucali, wskazując, że przez 350 lat było w posiadaniu w rękach miejskich, a w Słonem przeważała ludność czeskojęzyczna) padały różne propozycje - od odszkodowania dla Czechów, poprzez wzajemną umowę o dalszym korzystaniu przez Náchod z owych terenów, a na korekcie granicznej skończywszy (Słone znalazło się w orbicie czeskich żądań terytorialnych; wiązało się to z wysiedleniem Polaków, którzy już zdążyli tam zamieszkać).
 
Ostatecznie w 1949 roku potwierdzono, że była własność Náchodu przeszła na własność Skarbu Państwa.

## Zabytki
W Słonem znajdują się następujące zabytki:
- barokowy kościół Narodzenia NMP wzniesiony w roku 1909[7]
- dom zrębowy przy ul. Słone 102,
- duży zespół domów mieszkalnych i mieszkalno-gospodarczych[6].

## Znane postaci
- Joseph Elsner (1845–1933), niemiecki architekt i rzeźbiarz sztuki sakralnej